# Crkva sv. Margarete (Lenišće)
Crkva sv. Margarete je rimokatolička crkva u mjestu Lenišće, općina Tuhelj, zaštićeno kulturno dobro.

## Opis dobra
Barokna jednobrodna građevina sa zvonikom uz glavno pročelje smještena je izvan naselja na povišenom zaravnjenom platou. Građena od 1699. – 1703. g. na mjestu starije drvene kapele, jednostavne je tlocrtno-prostorne organizacije s pravokutnim brodom i poligonalnim trostrano zaključenim svetištem iste širine. U crkvenom inventaru koji datira od 16. do 19. st. posebno je vrijedan oltar iz 1722. g., kalež iz sredine 17. st. i misal tiskan u Veneciji.

## Zaštita
Pod oznakom Z-2221 zavedena je kao nepokretno kulturno dobro – pojedinačno, pravnog statusa zaštićena kulturnog dobra, klasificirano kao "sakralna graditeljska baština".